# Cantón de Brioux-sur-Boutonne
El cantón de Brioux-sur-Boutonne era una división administrativa francesa, que estaba situada en el departamento de Deux-Sèvres y la región de Poitou-Charentes.

## Composición
El cantón estaba formado por diecinueve comunas:
- Asnières-en-Poitou
- Brieuil-sur-Chizé
- Brioux-sur-Boutonne
- Chérigné
- Chizé
- Ensigné
- Juillé
- Le Vert
- Les Fosses
- Luché-sur-Brioux
- Lusseray
- Paizay-le-Chapt
- Périgné
- Secondigné-sur-Belle
- Séligné
- Vernoux-sur-Boutonne
- Villefollet
- Villiers-en-Bois
- Villiers-sur-Chizé

## Supresión del cantón de Brioux-sur-Boutonne
En aplicación del Decreto n.º 2014-176 de 18 de febrero de 2014, el cantón de Brioux-sur-Boutonne fue suprimido el 22 de marzo de 2015 y sus 19 comunas pasaron a formar parte del nuevo cantón de Mignon-et-Boutonne.